# Kolaje
Kolaje (en allemand : Hermannsdorf) est une commune du district de Nymburk, dans la région de Bohême-Centrale, en République tchèque. Sa population s'élevait à 92 habitants en 2020.

## Géographie
Kolaje se trouve à 9 km à l'est-nord-est de Poděbrady, à 15 km à l'est-sud-est de Nymburk et à 58 km à l'est-nord-est de Prague.
La commune est limitée par Opočnice au nord, par Hradčany à l'est, par Dobšice et Odřepsy au sud, et par Vlkov pod Oškobrhem et Vrbice à l'ouest.

## Histoire
La première mention écrite de la localité date de 1790.